# Karel van Calabrië

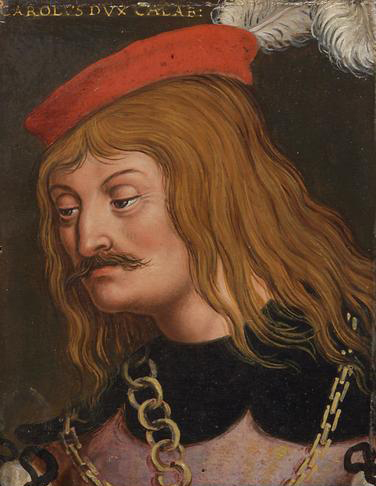
Portret van hertog Karel van Calabrië door Antoni Boys, 16e eeuw.

Karel van Calabrië (circa 1298 - 9 november 1328) was van 1309 tot aan zijn dood hertog van Calabrië. Hij behoorde tot het huis Anjou-Sicilië.

## Levensloop
Karel was de oudste zoon van koning Robert van Napels en diens eerste echtgenote Jolanda van Aragón, dochter van koning Peter III van Aragón. Hij groeide vermoedelijk op aan het hof van zijn grootvader koning Karel II van Napels.
Toen Karel II in 1309 stierf, werd Karels vader Robert koning van Napels. Als nieuwe kroonprins werd Karel benoemd tot hertog van Calabrië en vicaris-generaal van het koninkrijk Napels. In 1315 wilde zijn vader hem de troepen doen aanvoeren om de Florentijnse Republiek te helpen, maar uiteindelijk werd de leiding toevertrouwd aan Roberts jongere broer Filips I van Tarente. In de daaropvolgende Slag bij Montecatini werd de Florentijns-Napolitaanse coalitie vernietigend verslagen. 
Toen condottiero Castruccio Castracani in 1325 de Florentijnen versloeg in de Slag bij Altopascio, werd Karel in 1326 voor tien jaar verkozen tot beschermheer van de stad. Hetzelfde moment probeerde hij onsuccesvol het koninkrijk Sicilië te veroveren op zijn neef Frederik III. Zolang Karel in Sicilië was, stelde hij Wouter VI van Brienne aan als zijn plaatsvervanger in Florence. Karel maakte zich echter al snel impopulair in de stad door zeer hoge belastingen te heffen en uiteindelijk werd hij op advies van keizer Lodewijk de Beier in december 1327 teruggeroepen naar Napels.
Karel stierf in november 1328 op ongeveer 30-jarige leeftijd. Zijn vader overleefde hem, waardoor Karel nooit koning van Napels werd. Hij werd bijgezet in de Santa Chiarakerk van Napels.

## Huwelijken en nakomelingen
In 1316 huwde Karel met Catharina van Oostenrijk (1295-1323), dochter van Rooms-koning Albrecht I van Habsburg. Het huwelijk bleef kinderloos.
In 1323 huwde hij met zijn tweede echtgenote Maria van Valois (1309-1331), dochter van graaf Karel van Valois. Ze kregen vijf kinderen:
- Eloisa (1325-1325)
- Maria (1326-1328)
- Karel Martel (1327-1327)
- Johanna I (1326-1382), koningin van Napels
- Maria (1329-1366), huwde in 1343 met hertog Karel van Durazzo en in 1355 met vorst Filips II van Tarente.